# Sistar19
Sistar19 (kor.: 씨스타19) war die erste offizielle Subgruppe der südkoreanischen Girlgroup Sistar die von Starship Entertainment im Jahr 2011 gegründet wurde. Sie besteht aus den beiden Sängerinnen Bora und Hyolyn. Ihre Debüt-Single Ma Boy wurde im Mai 2011 veröffentlicht. Ihre zweite und erfolgreichste Single Gone Not Around Any Longer wurde 2013 mit der gleichnamigen EP veröffentlicht. Die Subgruppe löste sich am 4. Juni 2017 zusammen mit der offiziellen Gruppe auf.

## Geschichte

### 2011–2013:Ma BoyundGone Not Around Any Longer
Sistar19 war eine zweiköpfige Subgruppe von der Girlgroup Sistar. Sie wurde 2011 von Starship Entertainment gegründet. Sistar19 bestand aus Sistar's Main-Vokalistin Hyolyn und der Rapperin Bora. Sie hatten ihren Debüt-Auftritt als Sistar19 am 5. Mai 2011 bei M! Countdown mit ihrer Single Ma Boy, die im selben Monat veröffentlicht wurde. Ihr erstes Mini-Album mit dem Titel Gone Not Around Any Longer wurde am 31. Januar 2013 veröffentlicht. Der gleichnamige Titelsong erreichte die Spitze der Billboard Korea K-Pop Hot 100 Charts.

## Diskografie

### EPs
| Jahr | Titel                      | Höchstplatzierung, Gesamtwochen, AuszeichnungChartsChartplatzierungen (Jahr, Titel, Platzierungen, Wochen, Auszeichnungen, Anmerkungen) | Anmerkungen                           |
| Jahr | Titel                      | KR | Anmerkungen                           |
| ---- | -------------------------- | --- | ------------------------------------- |
| 2013 | Gone Not Around Any Longer | KR2 (11 Wo.)KR | Erstveröffentlichung: 31. Januar 2013 |

### Singles
| Jahr | Titel Album                               | Höchstplatzierung, Gesamtwochen, AuszeichnungChartsChartplatzierungen (Jahr, Titel, Album, Platzierungen, Wochen, Auszeichnungen, Anmerkungen) | Anmerkungen                |
| Jahr | Titel Album                               | KR | Anmerkungen                |
| ---- | ----------------------------------------- | --- | -------------------------- |
| 2011 | Ma Boy Gone Not Around Any Longer         | KR2 (13 Wo.)KR | Erstveröffentlichung: 2011 |
| 2013 | Gone Not Around Any Longer                | KR1 (20 Wo.)KR | Erstveröffentlichung: 2013 |
| 2013 | A Girl in Love Gone Not Around Any Longer | KR16 (10 Wo.)KR | Erstveröffentlichung: 2013 |
| 2024 | No More (Ma Boy) –                        | KR100 (1 Wo.)KR | Erstveröffentlichung: 2024 |

### Musikvideos
| Jahr | Titel                      | Regisseur(e) |
| ---- | -------------------------- | ------------ |
| 2011 | Ma Boy                     | Joo Hee-sun  |
| 2013 | Gone Not Around Any Longer | Joo Hee-sun  |
| 2024 | No More (Ma Boy)           |              |

## Auszeichnungen

### Gaon Chart K-Pop Awards
| Jahr | Für                        | Auszeichnung               | Resultat |
| ---- | -------------------------- | -------------------------- | -------- |
| 2013 | Gone Not Around Any Longer | Song of the Year (Februar) | Gewonnen |

### Musikshows

#### Mnet M Countdown
| Jahr        | Datum                      | Song |
| ----------- | -------------------------- | ---- |
| 2013        |                            |      |
| 7. Februar  | Gone Not Around Any Longer |      |
| 14. Februar | Gone Not Around Any Longer |      |
| 21. Februar | Gone Not Around Any Longer |      |

#### KBS Music Bank
| Jahr        | Datum                      | Song |
| ----------- | -------------------------- | ---- |
| 2013        |                            |      |
| 15. Februar | Gone Not Around Any Longer |      |
| 22. Februar | Gone Not Around Any Longer |      |
| 1. März     | Gone Not Around Any Longer |      |

#### Mnet Music Triangle
Mnet Music Triangle ist eine Musik-Show die bei Mnet ausgestrahlt wird.
| Jahr        | Datum                      | Song |
| ----------- | -------------------------- | ---- |
| 2013        |                            |      |
| 6. Februar  | Gone Not Around Any Longer |      |
| 13. Februar | Gone Not Around Any Longer |      |
| 20. Februar | Gone Not Around Any Longer |      |
| 27. Februar | Gone Not Around Any Longer |      |
| 6. März     | Gone Not Around Any Longer |      |

#### MBC Music Show Champion
| Jahr | Datum       | Song                       |
| ---- | ----------- | -------------------------- |
| 2013 | 20. Februar | Gone Not Around Any Longer |